# 大塔站 (中國)
大塔站是位于云南省红河哈尼族彝族自治州开远市羊街乡的一个铁路车站，邮政编码661000。车站建于1909年，拥有三条股道:162，有昆河铁路经过该站，现不办理正式客运，办理货运业务，有脱离国铁售票网络的市郊列车停靠于此，车站及其上下行区间均未电气化。车站距离昆明北站260公里，隶属昆明铁路局开远车务段，是四等站。